# Paweł Pietrzyk
Paweł Pietrzyk – archiwista, polski historyk, urzędnik państwowy; doktor nauk humanistycznych – specjalizuje się w historii najnowszej i zarządzaniu dokumentacją. Od 2019 Naczelny Dyrektor Archiwów Państwowych.

## Życiorys
Absolwent Wydziału Filozoficzno-Historycznego Uniwersytetu Łódzkiego (1996) oraz studiów podyplomowych z zakresu archiwistyki na Uniwersytecie Mikołaja Kopernika w Toruniu (1999). Stopień doktorski otrzymał w 2015 na podstawie pracy pt. Aspekty polityczne i gospodarcze w działalności dyplomatycznej Leona Orłowskiego.
Od początku swojej kariery w administracji związany z Archiwami Państwowymi. W latach 1996–2017 pracował w Archiwum Państwowym w Łodzi, a następnie został dyrektorem Departamentu Kształtowania Narodowego Zasobu Archiwalnego w Naczelnej Dyrekcji Archiwów Państwowych. W latach 2017–2019 zastępca dyrektora departamentu w Ministerstwie Kultury i Dziedzictwa Narodowego. W tym okresie również czynnie zaangażowany w pomoc instytucjom emigracyjnym w USA, Wlk. Brytanii i Australii. Stypendysta Fundacji Kościuszkowskiej w Nowym Jorku. Uhonorowany medalem „Merentibus” Instytutu Józefa Piłsudskiego w Ameryce.
Od 30 stycznia 2019 Naczelny Dyrektor Archiwów Państwowych.
Jednocześnie ex-officio przewodniczący Polskiego Komitetu UNESCO „Pamięć Świata” oraz Redaktor Naczelny czasopisma Archeion. Członek komitetu redakcyjnego Polskich Dokumentów Dyplomatycznych i Komitetu Nauk Historycznych PAN.
Członek rady programowej Centrum Archiwistyki Społecznej i rady Fundacji Dziedzictwa Kulturowego.
Prowadzi zajęcia w Krajowej Szkole Administracji Publicznej im. Prezydenta Rzeczypospolitej Polskiej Lecha Kaczyńskiego w Warszawie z przedmiotu Zarządzanie dokumentacją w administracji publicznej.
Interesuje się również polską twórczością ludową, szczególnie tańcem. Jest współautorem publikacji Fabryka tańca. Historia Zespołu Tańca Ludowego HARNAM oraz katalogu i wystawy Oblicza Polskiego Tańca. Jadwiga Hryniewiecka.

## Wybrane publikacje
- A Brief History of the Mission and Collections of the Piłsudski Institute of America for Research in the Modern History of Poland, “Polish American Studies A Journal of Polish American History and Culture published by the Polish American Historical Association”, Vol. LX, No. 1, Spring 2003, s. 91–98.
- Informator o zasobie archiwalnym Instytutu Józefa Piłsudskiego w Ameryce, Naczelna Dyrekcja Archiwów Państwowych, Warszawa, 2011
- Fabryka tańca. Historia Zespołu Tańca Ludowego HARNAM, Dom Wydawniczy Księży Młyn, Łódź, 2012
- Depesze szyfrowe poselstwa Rzeczypospolitej Polskiej w Budapeszcie 1 X 1939 – 1 I 1941, Naczelna Dyrekcja Archiwów Państwowych, Warszawa, 2014
- Nieważne głosy ważny problem, Fundacja im. Stefana Batorego, Warszawa 2016
- Instytucje polonijne w Melbourne, Sydney i Brisbane w Australii: charakterystyka działalności i zbiorów archiwalnych, w: „Archiwalia do dziejów polskiej emigracji politycznej z lat 1939–1990”, 2018, s. 274–289
- Leon Orłowski: poseł w Budapeszcie (1936-1940): biografia dyplomaty, Wydawnictwo Sejmowe, Warszawa 2019
- Współczesne uwarunkowania i perspektywy działalności naukowej archiwów państwowych: próba diagnozy = Contemporary conditions and prospecte for scientific activity of state archives: an attempt at diagnosis, w: „Archeion, T. 120 (2019), s. 19–49
- Od Przemyśla do Kielc: 30 lat powszechnych zjazdów archiwistów polskich, w: „Archiwa bez granic: pamiętnik VII Powszechnego Zjazdu Archiwistów Polskich: Kielce, 20–21 września 2017”, 2019, s. 11–19